# Municipio de Ansley
El municipio de Ansley (en inglés: Ansley Township) es un municipio ubicado en el condado de Custer en el estado estadounidense de Nebraska. En el año 2010 tenía una población de 599 habitantes y una densidad poblacional de 4,53 personas por km².

## Geografía
El municipio de Ansley se encuentra ubicado en las coordenadas 41°16′56″N 99°23′49″O / 41.28222, -99.39694. Según la Oficina del Censo de los Estados Unidos, el municipio tiene una superficie total de 132.28 km², de la cual 132,28 km² corresponden a tierra firme y (0 %) 0 km² es agua.

## Demografía
Según el censo de 2010, había 599 personas residiendo en el municipio de Ansley. La densidad de población era de 4,53 hab./km². De los 599 habitantes, el municipio de Ansley estaba compuesto por el 98,16 % blancos, el 0,33 % eran amerindios, el 1 % eran de otras razas y el 0,5 % eran de una mezcla de razas. Del total de la población el 1 % eran hispanos o latinos de cualquier raza.